# Азан
Аза́н (от араб. أَذَان‎ —  объявление, уведомление‎) в исламе — призыв к всеобщей молитве мусульман (желательно, совместной). Является обязательным для взрослых мужчин (фард аль-кифайа). Существуют две формы произнесения азана и икамы. Читающий азан — муэдзин (тюрк. азанчи). Во время чтения азана муэдзин встаёт лицом в сторону Каабы (кибла) и дотрагивается большими пальцами рук до мочек ушей, ладони так же повернуты в сторону Каабы. Через некоторое время после азана, непосредственно перед молитвой, читается икамат, состоящий из тех же формул, к нему может быть добавлено высказывание о том, что намаз начался. Азан обычно возвещается с минарета мечети.
Произнесение азана перед намазом является необязательным, но весьма желательным (сунна муаккада) деянием. Также мусульманам желательно через некоторое время после рождения ребёнка прошептать ему в правое ухо азан. Так же поступают и с человеком, которым овладели злые духи.

## История
Согласно мусульманскому преданию, азан был установлен Мухаммедом в 622—623 годах и первоначально состоял в произнесении фразы «ас-салат джами’атан» («молитва — вместе»). Выбор устной формы призыва был обусловлен существованием сходной практики в доисламской языческой Аравии. Такой же способ призыва на молитву использовали «лжепророки» Мусайлима и Саджах.
Переселившись в Медину, Мухаммед позвал своих сподвижников на совет с целью выбора подходящего призыва на молитву. Одни сподвижники предложили звонить в колокола, другие — разжигать костры, третьи — дуть в трубу. Пророк отверг эти предложения, так как это были обычаи христиан, зороастрийцев и иудеев. Той же ночью Абдуллах ибн Зейд увидел во сне, что какой-то человек в зелёном одеянии (ангел Джибриль) подошёл к нему и научил его словам и порядку выполнения призыва на молитву. Утром он пошёл к Мухаммеду и рассказал ему об этом. Затем оказалось, что похожие такие же сны увидели многие сподвижники. Выслушав их, Мухаммед одобрил эту форму азана и поручил Абдуллаху ибн Зейду научить словам азана Билала ибн Рабаха, который обладал очень красивым голосом. Таким образом, Билял стал первым муэдзином в истории ислама.
В 1920-х и 1930-х годах правительство Ататюрка настояло на замене традиционного азана на арабском языке его переводом на турецкий. Для недопущения исламской пропаганды арабское слово аль-фаля́х («спасение») не было переведено на турецкий язык. По этой причине вместо слов Haydi kurtuluşa («спешите к спасению») в «турецком азане» звучало Haydi felaha.
Запрет азана на арабском языке был снят в Турции 6 июня 1950 года после победы оппозиции на выборах. Считается, что использование азана на турецком противоречило хадису, утверждающему, что при переводе арабский текст не сохраняет своего смысла.

## Текст
Суннитский азан состоит из семи формул.
| Кол-во | Арабский текст          | Транскрипция                       | Перевод                                           |
| ------ | ----------------------- | ---------------------------------- | ------------------------------------------------- |
| 4 раза | ٱللَّٰهُ أَكْبَرُ               | Алла́ẋу А́кбар                       | Аллах велик                                       |
| 2 раза | أَشْهَدُ أَنْ لَا إِلَٰهَ إِلَّا ٱللَّٰهُ | Ашẋаду ал-ля́ иляẋа илля́ Лла́ẋ       | Я свидетельствую, что нет божества, кроме Аллаха  |
| 2 раза | أَشْهَدُ أَنَّ مُحَمَّدًا رَسُولُ ٱللَّٰهِ | Ашẋаду анна Мух̣аммадар Расу́лю-Лла́ẋ | Я свидетельствую, что Мухаммед — посланник Аллаха |
| 2 раза | حَيَّ عَلَىٰ ٱلصَّلَاةِ           | Х̣аййа ‘аля́ с̣-с̣аля́ẋ                 | Спешите на молитву                                |
| 2 раза | حَيَّ عَلَىٰ ٱلْفَلَاحِ           | Х̣аййа ‘аля́ ль-фаля́х̣                | Спешите к спасению                                |
| 2 раза | ٱللَّٰهُ أَكْبَرُ               | Алла́ẋу А́кбар                       | Алла́х велик                                       |
| 1 раз  | لَا إِلَٰهَ إِلَّا ٱللَّٰهُ         | Ля́ иля́ẋа илля Лла́ẋ                 | Нет божества, кроме Аллаха                        |

## Правила чтения
Во время чтения азана муэдзин должен повернуться лицом в сторону Мекки (кибла) и касаясь указательными пальцами ушей. Азан должны читать люди, обладающие красивым и звучным голосом. Азан исполняется нараспев и не спеша. Распевание азана не должно переходить в подобие музыки.
После азана читается мольба, включающая в себя благословение пророка Мухаммеда, его семьи и сподвижников.
Во время утреннего азана сунниты произносят слова «ас-саля́ту хайру мина-н-нау́м» («молитва лучше сна»). Согласно преданию, Билал ибн Рабах будил этими словами пророка Мухаммеда, которому они так понравились, что он позволил употребить их в утреннем азане. Шииты также произносят слова «ашхаду анна ‘Алиян валиулла́х» и «хайя ‘аля́ х̮айра ль-‘амаль» («идите на лучшее дело»). В конце азана шииты дважды произносят слова «ля иляха илляллах».
При произнесении слов «хаййа ‘аля с-саля́х» муэдзин поворачивает голову направо, а при произнесении слов «хайя ‘аля ль-фаля́х» — налево.

## Этикет во время слушания азана
Мусульманину, услышавшему азан, следует остановиться и повторять за муаззином[уточнить] всё то, что он говорит, вплоть до слов: «хаййа ‘аля с-саля́х», «хаййа ‘аля ль-фаля́х». Вместо этих слов мусульманам необходимо сказать «ля хауля ва-ля куввата илля би-Ллях» (لَا حَوْلَ وَلَا قُوَّةَ إِلَّا بِٱللَّٰهِ‎ — «нет силы и мощи ни у кого кроме как только у Аллаха»). Перед утренней молитвой слова «ас-саля́ту хайру мина-н-нау́м» («молитва лучше сна») заменяются формулой «Ты сказал то, что истинно и справедливо!».
После завершения азана произносится молитва за пророка Мухаммеда — «Аллахумма, Рабба хазихи-д-да’вати-т-таммати ва-с-саля-ти-ль-каима-ти, ати Мухаммедан аль-василята ва-ль-фадилята ва-б’ас-ху макаман махмудан аллязи ва’адта-ху, инна-кя ля тухлифу-ль-ми’ада».